# Nuevo Ejército Modelo (Inglaterra)

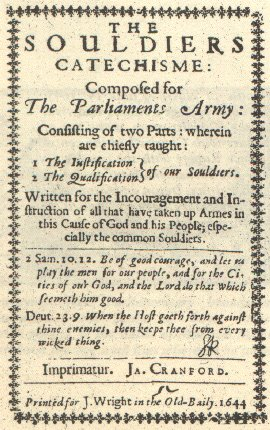
El catecismo del soldado: reglas, regulaciones y procedimientos duros.

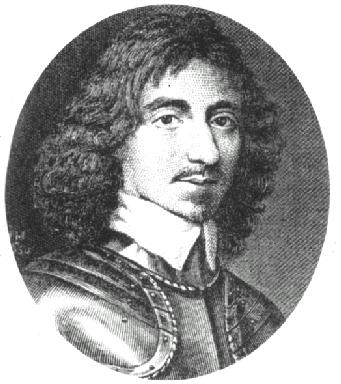
Sir Thomas Fairfax

El Nuevo Ejército Modelo (en inglés New Model Army) fue el ejército más conocido de todos los ejércitos parlamentaristas durante la guerra civil inglesa. Estaba compuesto por soldados profesionales guiados por generales expertos, a diferencia de otras fuerzas militares de la época, que tendían a tener líderes aristocráticos sin ninguna garantía de entrenamiento militar. Aparte de sus éxitos militares, las tropas del Nuevo Ejército Modelo también se distinguieron por su celo religioso puritano.

## Fundación
El Nuevo Ejército Modelo se formó como resultado de la insatisfacción entre los parlamentarios con el desarrollo de la guerra civil de 1644. También había una creciente disensión entre los generales del parlamento en el campo de batalla. Muchos de los principales oficiales parlamentarios, principalmente presbiterianos, eran sospechosos de inclinarse a favor de la paz con el rey Carlos y de dirigir las operaciones de manera no muy entusiasta. Oliver Cromwell era el más destacado defensor de seguir la guerra hasta el final, a lo que se oponían los otros generales parlamentarios, por lo que la guerra no se dirigía de manera armoniosa.
El 6 de enero de 1645, un comité parlamentario decidió crear el Nuevo Modelo de Ejército (New Model Army) y nombró a Thomas Fairfax, tercer lord Fairfax de Cameron, como su capitán general y a sir Philip Skippon como sargento-mayor general de infantería. Esta nueva fuerza armada estuvo lista para el mes de abril. En junio, Oliver Cromwell se convirtió de nuevo en teniente general de un regimiento de caballería.

## Bases
El Nuevo Ejército Modelo consistía en 22 000 soldados, organizados en once regimientos de caballería (6600 hombres), doce regimientos de infantería (14 400 hombres) y un regimiento de 1000 dragones.
Se dictó un Catecismo del soldado. La paga diaria estándar era de ocho peniques para la infantería y dos chelines para la caballería. La administración del ejército estaba centralizada, de manera que se garantizaban mejor los suministros. Los soldados de caballería tenían que aportar su propio caballo.
Los fundadores originales pretendieron que fuera el mérito y la habilidad, más que la clase social o la riqueza, lo que determinara el liderazgo en el ejército y la promoción internamente.
Cromwell prefería igualmente soldados devotos, como él, a los ideales puritanos, y algunos de ellos cantaban salmos antes de la batalla.

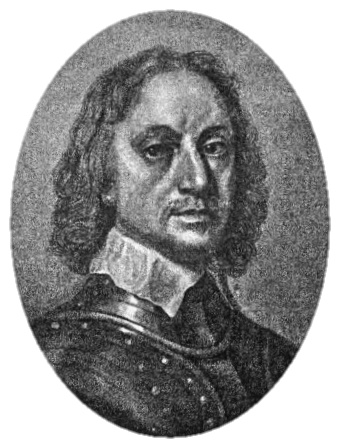
Oliver Cromwell

El príncipe Ruperto del Rin, un caballero realista arquetípico y prominente general en el ejército del rey Carlos I, dio a las tropas de este ejército su mote de Ironsides (literalmente 'costados de hierro' pero también con el significado de 'personas de gran fuerza o bravura' según el diccionario Merriam Webster). Se dice que este sobrenombre se refería más a su habilidad para romper líneas enemigas que a su armadura.

## Campañas en las guerras civiles inglesas
El Nuevo Ejército Modelo obtuvo importantes victorias en Naseby (14 de junio de 1645, su bautismo de fuego) y Langport (10 de julio). Posteriormente, tomaron las fortalezas realistas del occidente del país, la última de las cuales se rindió a principios de 1646, poco antes de que Carlos se entregara al ejército escocés y finalizasen las hostilidades.
Al vencer en la guerra civil, los soldados estaban descontentos con el Parlamento largo, entre otras razones por no haber recibido regularmente la soldada y querer desarmarlo o enviarlo a Irlanda sin más paga. Se eligieron dos representantes de cada regimiento, llamados Agitators ('Agitadores'), quienes con dos oficiales de cada regimiento y los generales formaron un nuevo cuerpo llamado el Consejo del Ejército, quienes en junio de 1647 hicieron público un compromiso con sus preocupaciones: A Solemne Engagement of the Army, under the Command of his Excellency Sir Thomas Fairfax.
Habiendo caído bajo la influencia de radicales londinenses llamados Levellers, las tropas del ejército propusieron una nueva constitución revolucionaria llamada el Acuerdo del Pueblo, que pretendía el sufragio prácticamente universal masculino, reforma de los distritos electorales, libertad religiosa y el final de la prisión por deudas, entre otras cuestiones.
El ejército estaba preocupado por no habérsele abonado las pagas, así como por las maniobras políticas de quienes en el Parlamento pretendían llegar a un acuerdo con el rey Carlos I, por lo que marcharon hacia Londres.
Cuando estalló la segunda guerra civil inglesa, el Nuevo Ejército Modelo sofocó insurrecciones realistas en Surrey, Kent y Gales antes de aplastar una fuerza de invasión escocesa en la batalla de Preston (1648).
Muchos radicales del ejército clamaron entonces por la ejecución del rey. Después de que el Parlamento largo rechazara la proposición efectuada por el ejército con el nombre de Remonstrance por 125 a 58, fueron los oficiales del Nuevo Ejército Modelo quienes decidieron expulsar del Parlamento a quienes no estuvieran conformes con la posición del ejército. El 6 de diciembre de 1648 el coronel Thomas Pride llevó a cabo la llamada Purga de Pride y echó a la fuerza de la Cámara de los Comunes a aquellos que no apoyaban a los independientes religiosos y a los oficiales del ejército; el resultante Parlamento Rabadilla (Rump Parliament) decidió el enjuiciamiento y ejecución del rey, plegándose a las pretensiones del ejército.
Durante 1649 se produjeron tres motines por la falta de pagas y demandas políticas. Estos motines se reprimieron con condenas a muerte. Con el fracaso de estos tres motines, el poder de base de los levellers en el Nuevo Ejército Modelo quedó destruido.
En 15 de agosto de 1649 el Nuevo Ejército Modelo desembarcó en Irlanda. Fue una campaña difícil para los soldados. Después de las victorias con escasas bajas parlamentarias en Drogheda y Wexford en 1649, el número de bajas comenzó a crecer. Unos 2000 soldados perecieron en los asaltos del asedio de Clonmel en 1650. Otros miles murieron de enfermedades, particularmente en los largos sitios de Limerick, Waterford y Galway. Además, estaban en constante peligro por guerrillas irlandesas o tories, que atacaban guarniciones vulnerables y columnas de abastecimiento. Al final de la campaña de 1653, aún les adeudaban gran parte de las pagas. A unos 12000 veteranos les entregaron tierras confiscadas a católicos irlandeses a modo de paga; muchos las vendieron, pero unos 7500 se establecieron en Irlanda. Se les pidió que mantuvieran sus armas para actuar como reserva en caso de futuras rebeliones en el país.
En 1650, mientras aún coleaba la campaña en Irlanda, parte del ejército fue transferido a Escocia para combatir a los Covenanters escoceses al principio de la tercera guerra civil inglesa. Los Covenanters, que habían sido aliados del Parlamento en la primera guerra civil inglesa, habían coronado a Carlos II como rey. Cromwell guio el ejército derrotando a los escoceses en las batallas de Dunbar e Inverkeithing. Después de la invasión escocesa de Inglaterra guiada por Carlos II, el Nuevo Ejército Modelo y fuerzas de la milicia local vencieron a los realistas en la batalla de Worcester.
Durante el interregno parte del ejército ocupó Escocia. En Inglaterra se vio envuelto en numerosas escaramuzas con una variedad de oponentes, pero eran poco más que acciones de policía. También participaron en la guerra anglo-española, fracasando en 1654 en su intento de conquistar La Española en el Caribe, aunque tomaron la isla de Jamaica, que tenía una débil defensa. Tropas inglesas intervinieron con mayor éxito en el escenario europeo de Flandes. Durante la batalla de las Dunas (1658), como parte del ejército de Turenne, los casacas rojas del New Model Army a las órdenes de sir William Lockhart, embajador de Cromwell en París, sorprendió por su obcecada ferocidad en los asaltos.
El Nuevo Ejército Modelo desapareció con el Protectorado. Durante cierto tiempo pareció en 1659 que las fuerzas de este ejército dividían su lealtad entre distintos generales y que se enfrentarían entre ellos. Pero al final los regimientos del Nuevo Ejército Modelo acantonados en Escocia bajo el mando del general George Monck fueron capaces de marchar hacia Londres, supervisando la coronación de Carlos II, sin una oposición significativa de los regimientos de otros generales, en particular de Charles Fleetwood y John Lambert. Con excepción del propio regimiento de Monck, que se convirtió en los Coldstream Guards, el Nuevo Ejército Modelo se disgregó después de la Restauración de 1660.